# 리엘 (가수)
리엘(본명: 이동현, 1998년 1월 24일 ~ )은 대한민국의 싱어송라이터이다. 